# アーヴェト・テルテリャーン
アーヴェト・テルテリャーン（Avet Terterian aka Alfred Roubenovich Terterian or Terteryan, 1929年7月29日 アゼルバイジャン、バクー - 1994年12月11日 ロシア、エカテリンブルク）は、アルメニアの作曲家、ピアニスト。コンラート・アデナウアー賞受賞。ギヤ・カンチェリとは友人であり仲間であった。アヴェト・テルテリアンとも表記される。
テルテリャーンは8つの交響曲、オペラ、いくつかの室内楽曲を作曲した。交響曲の何曲かはレコーディングされている。
エカテリンブルクの国際音楽祭「Avet Terterian's Lines」はテルテリャーンの名前にちなんでいる。

## 作品リスト
- チェロ・ソナタ（1956年初演）
- 弦楽四重奏曲第1番（1963年、2楽章）
- オペラ『Ring of Fire』（1967年/1977年改訂、2幕） - Boris Lavrenyovの小説他に基づく。
- 交響曲第1番（1969年、4楽章）
- 交響曲第2番（1972年、3楽章）
- 交響曲第3番（1975年、3楽章）
- 交響曲第4番（1976年、単一楽章）
- 交響曲第5番（1978年、単一楽章）ゲンナジー・ロジェストヴェンスキーに献呈。
- バレエ『The Monologues of Richard III』（1979年、2幕） - ウィリアム・シェイクスピアの戯曲に基づく。
- 交響曲第6番（1981年、単一楽章）
- オペラ『地震』（1984年、2幕）ハインリヒ・フォン・クライストの『チリの地震』に基づく。
- 交響曲第7番（1987年、単一楽章）
- 交響曲第8番（1989年、単一楽章）
- 弦楽四重奏曲第2番（1991年）
- 交響曲第9番（1994年、未完）